# Sant Martí Sesserres
Sant Martí Sesserres – miejscowość w Hiszpanii, w Katalonii, w prowincji Girona, w comarce Alt Empordà, w gminie Cabanelles.
Według danych INE w 2020 roku liczyła 20 mieszkańców – 12 mężczyzn i 8 kobiet. 